# 미국 해병대 대학교
미국 해병대 대학교(Marine Corps University, MCU)는 미국 해병대의 군사 교육 대학교 시스템이다. 석사 학위 수여를 위해 남부대학 및 학교연합회의 대학위원회(SACS)에 의해 인가를 받는다.

## 역사
1989년 8월 1일 해병대 사령관 앨프리드 M. 그레이 장군의 명령에 따라 설립되었다. 이 대학교는 제1차 세계 대전로 그 뿌리를 거슬러올라가며 현대의 해병대가 태어난 곳이기도 하다.

## 같이 보기
- 공군대학교 (미국)